# Улица Мануильского (Кронштадт)
Улица Мануильского — улица в Кронштадте. Соединяет улицы Восстания и Петровскую, проложена параллельно Пролетарской улице к востоку от последней. Нумерация домов осуществляется с севера на юг; протяжённость магистрали — 830 метров.

## История
Улица известна с XVIII века под названием Чеботарёва (по другим данным — Чеботарёвая), 17 декабря 1925 года улица получила своё нынешнее название в честь Дмитрия Захаровича Мануильского, революционера, советского политического деятеля.

## Здания и организации

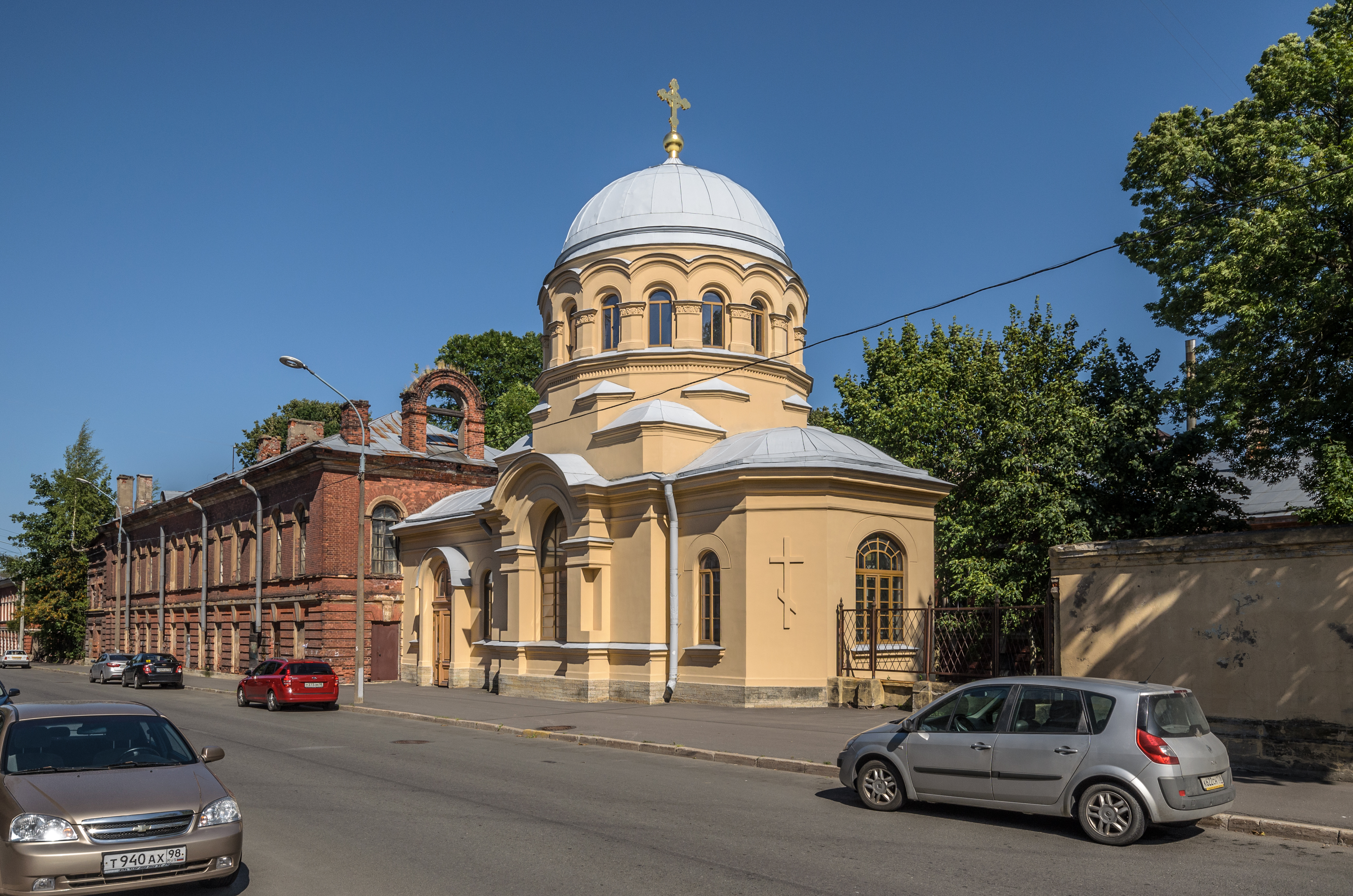
Здание бывшего анатомического театра при Военно-морском госпитале и Николаевская церковь

- Дом 2 — Дом ночного пребывания; бюро судебно-медицинской экспертизы, Кронштадтское отделение;
- Дом 2А — Николаевская церковь в Морском госпитале (1905, архитектор — В. А. Косяков);
- Дом 2Б — 35-й военно-морской госпиталь;
- Дом 22 — Пожарно-спасательный отряд противопожарной службы Санкт-Петербурга по Кронштадтскому району;
- Дом 31 — Центр психолого-медико-социального сопровождения.

## Транспорт
На пересечении с Ленинградской улицей:
- Автобусы: № 1Кр, 2Кр, 3Кр[4].

## Пересечения
С севера на юг, по нумерации домов:
- улица Восстания
- Интернациональная улица
- Лазаревский переулок
- Ленинградская улица
- улица Лебедева
- Петровская улица

## Интересные факты
- В 2006 году кронштадтские краеведы предложили переименовать улицу Мануильского в улицу Адмирала Крузенштерна в честь двухсотлетия первого российского кругосветного плавания — экспедиции, отправившейся из Кронштадта в 1803 году[3].
- 18 сентября 2010 года в Кронштадте прошёл «Праздник улицы Мануильского»[5].